# Henri Deloge
Henri Léon Émile Deloge (Saint-Mandé, Val-de-Marne, 21 de noviembre de 1874 - Bourg-la-Reine, Hauts-de-Seine, 27 de diciembre de 1961) fue un atleta francés especialista en las carreras de media distancia, que corrió a finales del siglo XIX.
En 1900 tomó parte en los Juegos Olímpicos de París, en el que ganó dos medallas de plata, una en la carrera de los 1500 metros, al quedar por detrás del británico Charles Bennet, y otra en los 5000 metros por equipo, junto a Jacques Chastanié , André Castanet, Michel Champoudry y Gaston Ragueneau.
También participó en la carrera de los 800 metros, donde acabó en cuarta posición en la final, después de que en semifinales ganara su serie con un tiempo de 2 '00.6 ".

## Grandes marcas
- 800 metros. 1' 59.0, en 1900
- 1500 metros. 4' 06.6", en 1900
- 5000 metros. Desconocido